# Frogger II: ThreeeDeep!
Frogger II: ThreeeDeep!, scritto anche Three Deep nelle schermate, è un videogioco pubblicato nel 1984 per Apple II, Atari 2600, Atari 5200, Atari 8-bit, ColecoVision, Commodore 64 e come PC booter. È il primo seguito del celebre Frogger e ha una meccanica di gioco simile a quella del predecessore, ma questa volta la rana deve attraversare tre schermate differenti, da cui il sottotitolo, traducibile come "a tre strati" (anche la "e" di three è scherzosamente triplicata).
L'editrice del gioco su disco (Apple, Atari 8-bit e PC) è SEGA, già distributrice del primo Frogger in America, mentre Parker Brothers pubblicò le versioni su cartuccia (console, C64 e Atari 8-bit). SEGA concesse in licenza a Parker Brothers la realizzazione del seguito, mentre Konami, autrice originale di Frogger, non lo riconobbe come un seguito ufficiale.

## Modalità di gioco
Il giocatore controlla una rana che può compiere brevi balzi in orizzontale o verticale. Ogni livello è composto da tre schermate fisse, la prima subacquea, la seconda sulla superficie dell'acqua e la terza in cielo. In tutte e tre gli ambienti ci sono delle tane che devono essere conquistate dalla rana, in qualsiasi ordine; la rana può passare liberamente da una schermata all'altra raggiungendo i punti di collegamento. Tutte le schermate vanno attraversate dal basso verso l'alto e sono popolate da tipi differenti di animali e altri oggetti.
1. Sott'acqua: la rana può nuotare ovunque, ma c'è una corrente che la trascina gradualmente di lato. File di animali attraversano orizzontalmente l'area, alcuni letali, altri utilizzabili come mezzo di trasporto, tra cui la tartaruga che nuota anche in diagonale.
2. Superficie: altri animali acquatici e tronchi attraversano l'area e sono presenti anche ninfee ferme. La tana in questo caso è un salvagente trainato da una barca. Qui la rana deve necessariamente passare sopra qualcosa di solido; se si cade in acqua si torna in fondo alla prima schermata. Mamma anatra, in particolare, è ostile quando la rana cammina sulle anatrine, altrimenti è l'unico mezzo di trasporto per la schermata successiva.
3. Cielo: qui è presente la gravità verso il fondo dello schermo. Si comincia sopra una nuvola, dalla quale si possono fare balzi più lunghi del normale, per cercare di raggiungere le file di uccelli che fanno da mezzi di trasporto. Se si cade dalla nuvola si torna alla schermata precedente.

Si può perdere una vita toccando animali ostili, esaurendo il tempo disponibile per raggiungere ciascuna tana oppure uscendo dallo schermo lateralmente. Quando si perde una vita o si occupa una tana si ricomincia dalla prima schermata. Ogni schermata ha anche il suo tipo di bonus da raccogliere, che però ha valore solo se poi si occupa una tana in quella stessa schermata. Occupate tutte le tane in tutte le schermate si passa a un nuovo livello più veloce e più difficile, anche con nuovi tipi di animali ostili.